# Rosa Dávila Mamely
Rosa Elena Dávila Mamely (Santa Cruz de Tenerife; 21 de diciembre de 1970) es una política española, miembro de Coalición Canaria. Fue Consejera de Hacienda del Gobierno de Canarias entre 2015 y 2019. También ocupó el cargo de Vicepresidenta Segunda del Parlamento de Canarias desde 2019 hasta 2023. Actualmente es la presidenta del Cabildo de Tenerife, siendo la primera mujer en ocupar este puesto.

## Biografía
Rosa Dávila es la mayor de tres hermanos. Obtuvo su Diplomatura en Ciencias Económicas y Empresariales por la Universidad de La Laguna, realizando parte de sus estudios en la Alliance Manchester Business School. Al finalizar sus estudios se incorporó como técnico en procesamiento de datos vinculados a la banca, aseguradores y cámara de compensación de bancos, así como en el Cabildo de Tenerife en proyectos de restauración del paisaje de la isla de Tenerife, labor que compaginó con el asesoramiento a empresas en materia fiscal y contable.
En el ámbito político, Rosa Dávila se afilió en 1990, desempeñando su primer cargo público como concejal de Medio Ambiente y Calidad de Vida del Ayuntamiento de Santa Cruz de Tenerife entre 1996 y 1999. Además, fue teniente de alcalde y responsable de recursos humanos del mismo ayuntamiento en 1999 por Coalición Canaria. 
Posteriormente, en 1999, es nombrada directora general del Instituto Canario de la Mujer, cargo que desempeña hasta 2003, cuando pasa a ocupar la Dirección General de Transportes hasta 2015. Concurre a las elecciones junto a Fernando Clavijo Batlle al Parlamento de Canarias. 
En 2015, es nombrada Consejera de Hacienda del Gobierno de Canarias, convirtiéndose en la primera mujer en ocupar este cargo. Posteriormente, tras las Elecciones al Parlamento de Canarias de 2019, fue elegida Vicepresidenta Segunda del Parlamento de Canarias, obteniendo el apoyo de 31 parlamentarios.
Desde el 3 de julio de 2023 es la presidenta del Cabildo de Tenerife, siendo la primera mujer en ocupar la presidencia de la isla. Su presidencia al frente del Cabildo de Tenerife se ha caracterizado por un considerable desarrollo de la economía insular con una importante reducción del desempleo, especialmente juvenil. Además, se han desarrollado políticas de movilidad que han logrado reducir el tráfico en la isla. Sin embargo, también ha sido muy criticada desde sectores ecologistas por la presunta falta de compromiso real para limitar el número de turistas, así como por seguir financiando proyectos con un alto costo medioambiental como el circuito del motor de Tenerife. 

## Cargos desempeñados
- Concejal de Medio Ambiente y Calidad de Vida del Ayuntamiento de Santa Cruz de Tenerife (1996-1999).
- Teniente de Alcalde y Responsable de Recursos Humanos Ayuntamiento de Santa Cruz de Tenerife (1999).
- Directora general del Instituto Canario de la Mujer (1999-2003) en el Gobierno de Canarias.
- Directora general de Transportes del Gobierno de Canarias (2003-2015).
- Consejera de Hacienda del Gobierno de Canarias (2015-2019).
- Vicepresidenta Segunda del Parlamento de Canarias (2019-2023).
- Presidenta del Cabildo de Tenerife (2023-)